# Pyrethrum baranovii
Pyrethrum baranovii là một loài thực vật có hoa trong họ Cúc. Loài này được Krasch. & Poljakov miêu tả khoa học đầu tiên năm 1933.